# D. B. Cooper
D.B.Cooper és el nom atribuït a un home que va segrestar un avió Boeing 727 als Estats Units el 24 de novembre de 1971, va rebre un rescat de 200 000$US i va saltar en paracaigudes des de l'aeronau. El nom que el segrestador va usar per abordar l'avió va ser Dan Cooper. No obstant això, les inicials «D. B.» es van associar permanentment amb el segrestador a causa d'un error de comunicació amb la premsa, que va tenir coneixement que poc després del segrest el FBI havia interrogat a un home de Portland anomenat D. B. Cooper, qui mai va ser considerat un sospitós important.
La manera en que Cooper va escapar de la justícia així com la incertesa sobre el seu parador continuen intrigant al públic. El cas de Cooper, el codi del qual és «Norjak» al FBI, és l'únic cas de pirateria aèria sense resoldre als Estats Units i és un dels pocs d'aquest tipus que queden sense resoldre a tot el món al costat del vol 653 de Malaysia Airlines.
Malgrat el gran nombre de pistes que s'han trobat amb el pas dels anys, no s'ha trobat evidència concloent sobre la identitat del segrestador i el seu parador. Existeixen múltiples teories del que va poder haver succeït després del salt, però el FBI creu que Cooper no va sobreviure. A finals del 1978, prop de l'àrea on es creu que va aterrar el segrestador, es va descobrir un cartell en què hi havia unes indicacions per obrir les comportes posteriors d'un Boeing 727. Així mateix, al febrer de 1980, a les ribes del riu Columbia, un nen de vuit anys va trobar $5 880 en bitllets de 20, que van resultar ser part del rescat pagat. La resta dels diners no ha estat recuperat.
A l'octubre de 2007, el FBI va declarar que havia obtingut un perfil parcial de l'ADN de Cooper a partir de la corbata que havia deixat a l'avió. Al desembre d'aquell mateix any, l'agència va reobrir el cas publicant nova informació i diversos retrats que mai abans havien estat mostrats al públic amb l'objectiu de tractar d'obtenir noves proves que portessin a la seva identificació. A la roda de premsa, el FBI va reiterar que creu que Cooper va morir després del salt, però que continuaven investigant la seva identitat.

## Segrest
El dimecres 24 de novembre de 1971, un dia abans del dia d'Acció de Gràcies als Estats Units, un passatger que viatjava sota el nom de Dan Cooper va abordar un Boeing 727-100 en el vol 305 (nombre de registre de la FAA N467US) de Northwest Orient (posteriorment Northwest Airlines) que partia de l'Aeroport Internacional de Portland amb destinació a Seattle, Washington. Dan Cooper va ser descrit com un home d'uns 45 anys, amb una altura entre 1,78 i 1,83 metres que aquest dia portava una gavardina negra, mocassins, tratge fosc, camisa blanca, corbata negra, ulleres de sol fosques i una agulla de corbata fet de mareperla. Es va asseure en la part posterior de l'avió en el seient 18C i després que la nau s'enlairés, li va lliurar una nota a l'hostessa Florence Schaffner, que es trobava asseguda en un seient plegable prop de la sortida posterior, just a la dreta del seient de Cooper. Ella va pensar que es tractava del seu número de telèfon, per la qual cosa va guardar la nota en la seva butxaca sense llegir el seu contingut. No obstant això, Cooper se li va apropar i li va dir: «Senyoreta, millor llegeixi el que hi ha en aquesta nota. Tinc una bomba». En el missatge estava escrit: «Tinc una bomba en el meu maletí. La usaré si és necessari. Vull que se senti al meu costat ».
La nota també demanava US$200 000 en bitllets sense marcar i dos sets de paracaigudes (dos paracaigudes d'esquena i dos paracaigudes d'emergència) i explicava detalladament com s'havien de lliurar aquests objectes una vegada que l'avió aterrés en l'Aeroport Internacional de Seattle-Tacoma; si no es complien les seves demandes, faria esclatar l'avió. Quan l'hostessa va informar a la cabina de vol sobre Cooper i les seves demandes, el pilot, William Scott, va contactar amb el control del tràfic aeri de Seattle-Tacoma, els qui al seu torn es van posar en contacte amb la policia de Seattle i el FBI. L'agència es va posar en contacte amb el president de Northwest Orient, Donald Nyrop, qui va demanar a Scott que cooperés amb el segrestador. El pilot va ordenar a Schaffner tornar a la part posterior de l'avió i asseure's al costat de Cooper per tractar d'esbrinar si la bomba era real. Quan el segrestador va descobrir les intencions de l'hostessa, va obrir el seu maletí momentàniament, prou perquè Schaffner veiés diversos cilindres vermells, una gran bateria i cables, convencent-se que la bomba era veritable. Cooper li va ordenar que li digués al pilot que no aterrés fins que els diners i els paracaigudes estiguessin llests en l'aeroport. Schaffner va tornar a la cabina per lliurar les instruccions del segrestador.

### Intercanvi de passatgers

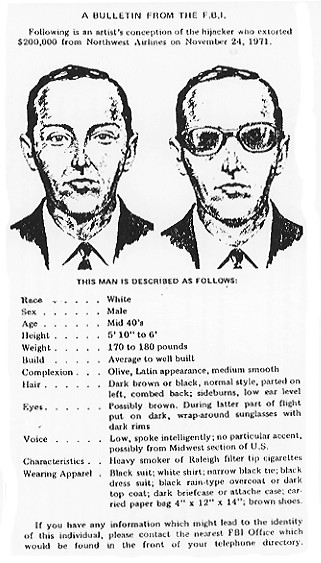
Pòster editat pel FBI per a la captura de D. B. Cooper.

Després que les demandes van ser comunicades a les autoritats, l'avió va començar a sobrevolar el Puget Sound, un estret marítim prop de Seattle. Mentre recol·lectaven els diners, els agents del FBI van seguir les instruccions d'usar només bitllets sense marcar, però van decidir usar bitllets impresos principalment l'any 1969 i amb nombres de sèrie començant amb la lletra L, emesos pel Banc de la Reserva Federal de Sant Francisco. Així mateix, els agents van passar ràpidament els 10 000 bitllets de 20 dòlars per un dispositiu Recordak per crear una fotografia en microfilm de cadascun i així gravar els nombres de sèrie. Les autoritats inicialment pretenien usar paracaigudes militars de la Base de la Força Aèria McChord, però Cooper va especificar que volia paracaigudes civils que tinguessin cordons d'obertura manuals. La policia de Seattle va trobar uns exemplars com els que exigia el segrestador en una escola local de paracaigudisme.
Mentrestant, Cooper va romandre assegut en l'avió bevent un còctel de bourbon whisky amb soda de llimona pel qual va oferir pagar. Tina Mucklow, una hostessa que va romandre al costat del segrestador la major part del temps, el va descriure com una persona agradable i prou considerada per demanar que li donessin menjar a la tripulació després de l'aterratge a Seattle. No obstant això, els investigadors del FBI van afirmar que el segrestador era obscè i que usava «males paraules». A les 17:24, el control de tràfic de l'aeroport li va comunicar a Scott que les demandes de Cooper havien estat complertes. Llavors el segrestador va permetre al pilot aterrar. L'avió va tocar terra a les 17:39. Posteriorment, Cooper va ordenar a Scott que portés l'aeronau a una secció remota de la pista i que atenués les llums en la cabina per evitar als franctiradors de la policia. Així mateix, va demanar al control de tràfic que enviés a una persona a lliurar els $200 000 i els paracaigudes. La persona triada, un empleat de Northwest Orient, es va apropar fins a l'avió i va lliurar els objectes a l'hostessa Mucklow a través de les escales posteriors. Pocs minuts després, Cooper va alliberar els 36 passatgers i a l'hostessa Schaffner, però va retenir al pilot Scott, l'hostessa Mucklow, el primer oficial Bob Rataczak i a l'enginyer de vol H.I. Anderson.
En aquest moment, els agents del FBI desconeixien les intencions del segrestador i estaven perplexos per la seva demanda de quatre paracaigudes. Així mateix, es preguntaven si tindria un còmplice a bord o si els paracaigudes eren per als quatre membres de la tripulació que romanien amb ell. Mai abans havia intentat algú saltar en paracaigudes des d'un avió comercial segrestat. Mentre l'aeronau era reabastida, un oficial de l'Administració Federal d'Aviació que volia explicar al segrestador les implicacions legals de la pirateria aèria va caminar fins a la porta de l'avió i va demanar permís a Cooper per abordar l'avió, però aquest l'hi va negar a l'instant. Una borsa de vapor en el motor del camió amb gasolina va retardar el procés de reabastiment i Cooper va començar a sospitar quan, després de 15 minuts, no havien acabat. El segrestador va amenaçar novament de fer esclatar l'avió, per la qual cosa els encarregats del proveïment van accelerar la tasca fins a completar-la.

### Torna a enlairar-se
Després del reabastement i d'una inspecció detallada dels diners i els paracaigudes, Cooper va ordenar a la tripulació enlairar-se novament a les 19:40. També va decidir que volessin amb rumb a Mèxic, D. F., a una velocitat relativament baixa de 170 nusos (320 km/h), a una altitud de 3 000 m (l'altitud normal de creuer és entre 7 600 i 11 000 m), amb els trens d'aterratge desplegats i amb 15 graus de flaps. No obstant això, el primer oficial Rataczak li va dir que l'avió solament podria volar 1 600 km sota aquestes condicions, per la qual cosa Cooper i la tripulació van discutir altres rutes abans de decidir volar fins a Reno, Nevada, on es reabastirien novament. També van decidir volar en la ruta Victor 23, una ruta aèria federal que transcorre a l'oest de la serralada de les Cascades. Així mateix, Cooper va ordenar a Scott que deixés la cabina despressuritzada, ja que això evitaria una sortida violenta d'aire i facilitaria l'obertura de qualsevol porta per saltar en paracaigudes.
Immediatament després de l'enlairament, Cooper va demanar a Mucklow, qui hi havia estat asseguda al costat d'ell, que tornés a la cabina i que romangués allí. Abans que passés darrere de les cortines que separaven primera classe de classe econòmica, l'hostessa va veure al segrestador lligant alguna cosa a la seva cintura. Moments més tard, en la cabina, la tripulació va observar una llum intermitent indicant que Cooper intentava obrir la porta posterior de l'aeronau. A través de l'intèrfon, Scott li va preguntar si hi havia alguna cosa que poguessin fer per ell, al que el segrestador va respondre: «No!».

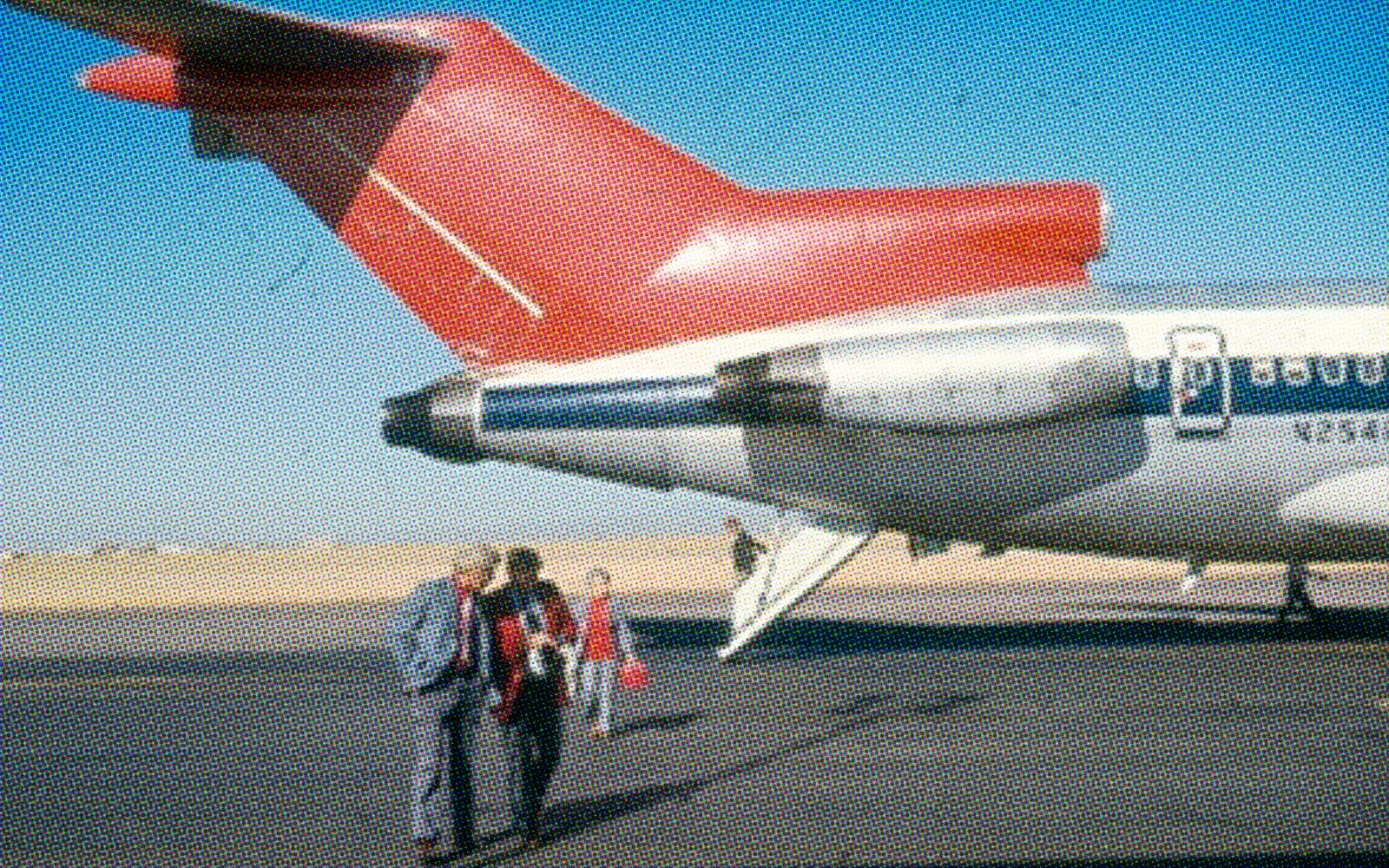
Boeing 727 amb la porta posterior oberta.

La tripulació va començar a notar un canvi de pressió en la cabina. Cooper havia obert la porta posterior i havia saltat de l'avió. Aquesta va ser l'última vegada que es va saber d'ell. El FBI creu que el salt va ser realitzat a les 20:13 sobre el sud-oest de l'estat de Washington, ja que a aquesta hora les escales posteriors es van sacsejar, possiblement en l'instant en què va abandonar l'aeronau. En aquest moment, l'avió estava volant a través d'una tempesta i la nuvolositat impedia veure el sòl. A causa de la mala visibilitat, els avions de caça F-106 que seguien l'aeronau no es van adonar del salt del segrestador. Inicialment es va creure que havia aterrat al sud-est de l'àrea no incorporada d'Ariel (Washington), prop del llac Merwin, 48 km al nord de Portland (Oregon). Teories posteriors, basades en diverses fonts com ara el testimoniatge del pilot de Continental Airlines, Tom Bohan —qui volava a 1 200 metres sobre el vol 305 i 4 minuts darrere del mateix—, situen la zona de l'aterratge a 32 km a l'est d'aquest punt.
Després de dues hores i mitja de l'enlairament a Seattle, l'avió, amb la comporta posterior oberta, va aterrar a Reno a les 22:15. L'aeroport i la pista van ser envoltats per agents del FBI i de la policia local. Després de comunicar-se amb el capità Scott, es va determinar que Cooper havia abandonat l'aeronau i els agents van abordar l'avió per buscar qualsevol evidència que hagués deixat, trobant diverses empremtes dactilars, una corbata amb una agulla de madreperla, dos dels quatre paracaigudes i vuit burilles de cigarrets. No obstant això, no hi havia rastre del maletí del segrestador, dels diners, de la borsa que ho contenia ni dels dos paracaigudes restants. Les persones que havien interactuat amb Cooper a bord de l'avió i en terra van ser interrogades per crear un retrat robot. La majoria dels testimonis van proporcionar la mateixa descripció, per la qual cosa el FBI estima que el retrat és una representació fidel de Cooper i l'utilitza en tots els pòsters en els quals cal la seva captura.

## Desaparició

Animació del salt de Cooper des de la porta posterior del Boeing 727. La porta no havia estat dissenyada per ser oberta durant el vol i era operada per gravetat, per la qual cosa va romandre oberta fins que l'avió va aterrar.

Encara que a la fi de 1971 i principis de l'any següent es van dur a terme diverses cerques aèries i terrestres en una àrea de 73 km² on es creia que Cooper havia aterrat, no es va trobar cap rastre del segrestador o del seu paracaigudes. La velocitat de l'avió (91 metres per segon), les diferències d'altitud i la incertesa del moment del salt van dificultar la determinació del punt exacte d'aterratge. A causa d'això, el FBI creu que Cooper no sabia on anava a aterrar, per la qual cosa probablement no hi havia un còmplice en terra que l'ajudés a escapar. Inicialment, el FBI va treballar al costat dels policies dels comtats de Clark i Cowlitz, els qui van realitzar cerques a peu i en helicòpter. Uns altres van patrullar el Llac Merwin i el Llac Yale. Malgrat que amb el pas del temps no apareixia cap mena de pistes, l'arribada del desglaç amb la primavera boreal va afavorir que es realitzés una cerca terrestre extensiva, duta a terme pel FBI i més de 200 membres de l'Exèrcit dels Estats Units que estaven estacionats a Fort Lewis. L'expedició va examinar metre per metre de l'àrea probable d'aterratge durant divuit dies consecutius del mes de març i per altres divuit dies a l'abril de 1972. Després de sis setmanes, la cerca no va rendir cap resultat,per la qual cosa existeix controvèrsia sobre si Cooper va aterrar realment en aquesta àrea i si va sobreviure al salt.
Mentrestant, el FBI va començar a rastrejar els 10 000 bitllets de $20 usats per al rescat, donant a conèixer els nombres de sèrie a bancs, companyies financeres i altres negocis. Així mateix, diverses agències policials al voltant del món, incloent Scotland Yard, van rebre informació sobre Cooper i els nombres de sèrie dels bitllets. Durant els mesos que van seguir al segrest, Northwest Airlines va oferir una recompensa del 15% dels diners que es recuperés fins a un màxim de $25 000, però l'aerolínia va retirar l'oferta al no aparèixer cap prova. El novembre de 1973, The Oregon Journal, un periòdic de Portland, va publicar per primera vegada i amb permís del FBI els nombres de sèrie i va oferir $1 000 a la primera persona que trobés un dels bitllets de $20. Posteriorment, el Seattle Post-Intelligencer va oferir una recompensa de $5 000 per un dels bitllets. Malgrat l'interès deslligat per aquestes recompenses, els periòdics mai van rebre cap dels bitllets del rescat. Durant la dècada que va precedir el segrest, la policia local i el FBI havien resolt dos crims importants en el nord-oest dels Estats Units (un robatori de banc i una extorsió) rastrejant els nombres de sèrie dels bitllets i en tots dos casos les autoritats van trigar solament diverses setmanes a atrapar als criminals que havien usat els diners en una àrea propera pocs dies després del crim, circumstància que no va ocórrer en el cas de Cooper.

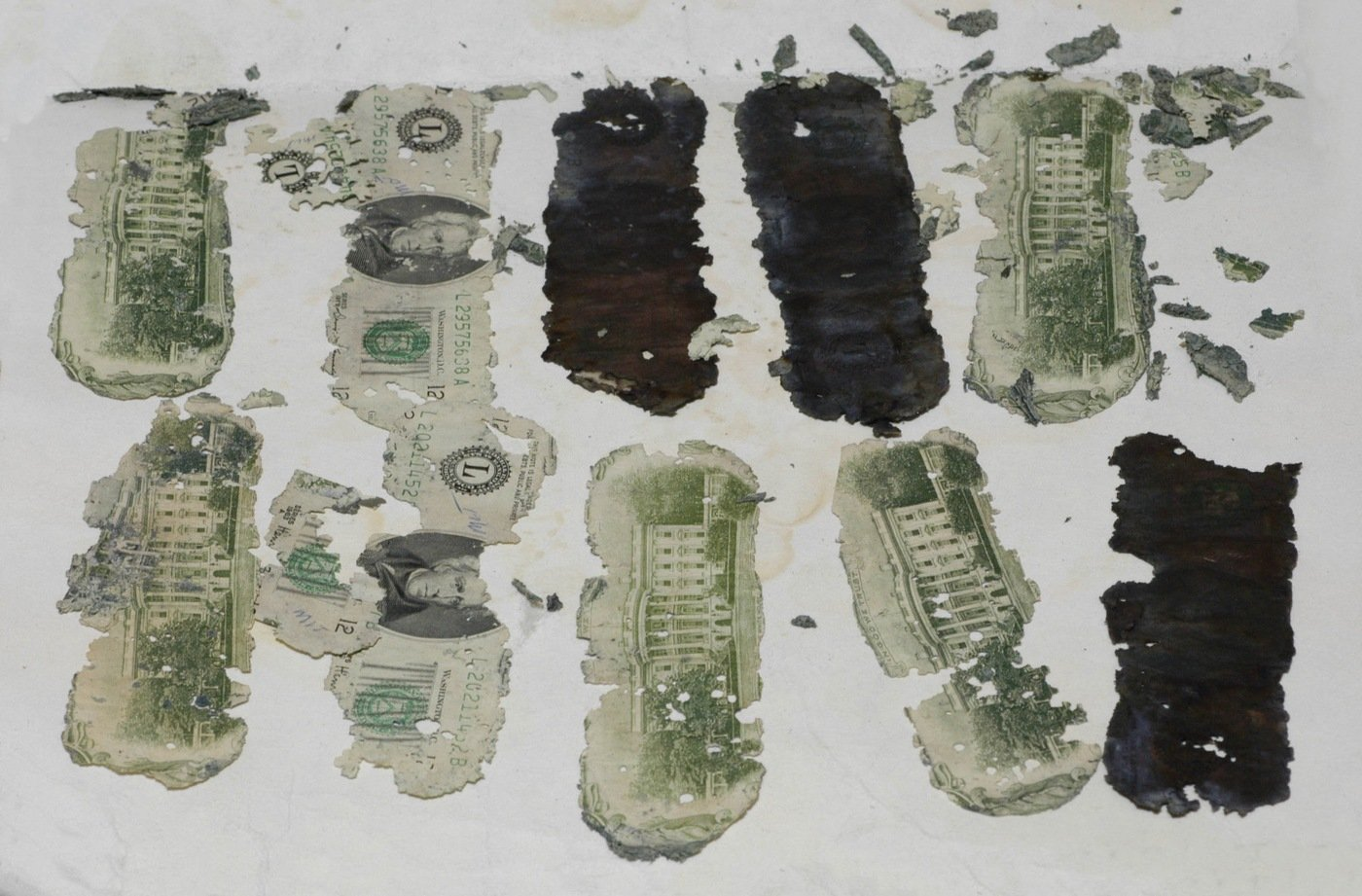
Fotografia d'alguns dels bitllets recuperats per Ingram el 1980.

Amb el pas dels anys, noves evidències van ser apareixent. A la fi de 1978, un caçador que es trobava al nord de l'àrea benvolguda d'aterratge va trobar una pancarta amb instruccions per obrir la porta posterior d'un Boeing 727. Després de ser analitzada, es va determinar que pertanyia a la porta de l'avió segrestat. El 10 de febrer de 1980, Brian Ingram, un nen de vuit anys que estava de pic-nic amb la seva família, va trobar $5.880 en bitllets semidestruïts (un total de 294 bitllets de $20 encara lligats en bandes elàstiques) aproximadament a dotze metres de la riba del riu Columbia a vuit quilòmetres al nord-oest de Vancouver (Washington). Després de comparar els nombres de sèrie d'aquests bitllets amb els dels bitllets lliurats a Cooper, es va determinar que els diners oposats per Ingram era part del rescat pagat nou anys enrere. Diversos científics locals reclutats pel FBI van declarar que els diners va poder haver arribat a aquest lloc després que el Cos d'Enginyers de l'Exèrcit dels Estats Units dragara diverses seccions del riu el 1974. Altres experts, incloent al geòleg Leonard Palmer de la Portland State University, van estimar que els diners va haver d'haver arribat després que el dragatge hagués finalitzat, ja que Ingram va trobar els bitllets sobre dipòsits d'argila que havien estat trets del riu per la draga. Diversos investigadors i hidrólogos creuen que els bitllets van arribar al riu Columbia a través d'un dels seus afluents, possiblement el riu Washougal, el qual neix a l'àrea on es creu que va aterrar Cooper.
El descobriment dels $5 880 va donar suport a la teoria del FBI que Cooper no va sobreviure al salt, ja que era improbable que un criminal deixés enrere parteix d'un botí pel qual va arriscar la seva vida. Les autoritats van conservar els bitllets recuperats fins a 1986, quan un tribunal va repartir els diners entre Ingram, el FBI, Northwest Airlines i la seva companyia d'assegurances. El 13 de juny de 2008, d'acord amb els desitjos de Ingram, la casa de subhastes Heritage Auctions va vendre 15 dels bitllets en Dallas (Texas) a diversos compradors per un total de més de $37 000.
Amb l'excepció dels diners recuperats per Ingram, la resta del rescat continua desaparegut. Els nombres de sèrie dels 9.998 bitllets lliurats al segrestador es troben en una base de dades que pot ser consultada pel públic a través d'un motor de cerca.

## Sospitosos

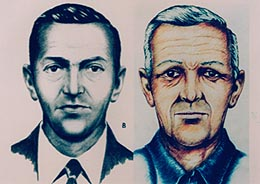
Retrat de Cooper pel FBI amb progressió d'edat.

El FBI ha investigat a més de mil sospitosos i descartat a gairebé tots com el veritable segrestador. L'agència creu que Cooper estava familiaritzat amb l'àrea de Seattle, ja que va reconèixer des de l'aire la ciutat de Tacoma (Washington) mentre l'avió sobrevolava el Puget Sound. També havia comentat a l'assistent de vol Mucklow que la Base de la Força Aèria McChord estava aproximadament a vint minuts de l'Aeroport Internacional de Seattle-Tacoma. Encara que inicialment el FBI creia que Cooper podria haver estat un membre actiu o retirat de la Força Aèria a causa dels seus coneixements d'aerodinàmica i paracaigudisme, aquesta hipòtesi va ser descartada, ja que cap paracaigudista experimentat hauria intentat un salt tan arriscat.

### John List
El 1971, l'assassí en massa John List va ser considerat sospitós del segrest, el qual va ocórrer solament quinze dies després que matés a la seva família en Westfield (Nova Jersey). La seva edat, trets facials i complexió física eren similars als de Cooper. L'agent del FBI Ralph Himmelsbach va declarar que List era un «possible sospitós» en el cas. Cooper havia sol·licitat $200 000 com a rescat, la mateixa suma que List havia sostret del compte bancari de la seva mare dies abans dels assassinats. Després de la seva captura el 1989, List va negar vehementment haver segrestat l'avió. Actualment, el FBI no el considera un sospitós. List va morir a la presó el 21 de març de 2008.

### Richard McCoy, Jr.
El 7 d'abril de 1972, solament quatre mesos després del segrest de Cooper, Richard McCoy, Jr., usant l'àlies «James Johnson», va abordar el vol 855 de United Airlines durant una escala en Denver (Colorado) i, després de l'enlairament, li va lliurar a l'assistent de vol un sobre amb una etiqueta on es llegia «Instruccions de segrest», en la qual demandava quatre paracaigudes i $500 000. Així mateix, va ordenar al pilot aterrar en l'Aeroport Internacional de Sant Francisco per reabastir l'avió. L'avió segrestat era un Boeing 727 amb escales posteriors que van ser usades per McCoy per escapar. El segrestador portava una granada lleugera i una pistola sense bales. El FBI va trobar un missatge escrit a mà per McCoy així com les seves empremtes dactilars en una revista que havia estat llegint, les quals van ser usades posteriorment per identificar-ho.
La policia va començar la recerca després de rebre un avís del patruller Robert Van Ieperen, qui era amic del segrestador. Pel que sembla, després del segrest perpetrat per Cooper, McCoy va dir que Cooper hauria d'haver demanat $500 000 en lloc de $200 000. Quan es va donar el segrest del vol 855, Van Ieperen va reportar el comentari al FBI. El sospitós estava casat, tenia dos fills, treballava com a mestre en una escola dominical mormona i estudiava ciències policials a la Universitat Brigham Young. També era veterà de la Guerra de Vietnam, tenia experiència com a pilot d'helicòpter i era un avesat paracaigudista.
El 9 d'abril de 1972, McCoy va ser arrestat pel segrest del vol 885 després que la seva escriptura i empremtes dactilars van ser comparades amb les quals es van trobar en l'avió. El FBI va trobar dins de la seva casa un overol de paracaigudista i una borsa de lona amb $499 970 en efectiu. Encara que es va declarar innocent, va ser condemnat a 45 anys de presó. Estant empresonat, va fabricar una pistola falsa usant farcit dental que va obtenir gràcies al seu accés a l'oficina dental de la presó i va escapar al costat d'un grup de convictes a l'agost de 1974 robant un camió d'escombraries i estavellant-ho contra les portes de la presó. El FBI va aconseguir localitzar-ho tres mesos més tard a Virgínia. McCoy es va enfrontar als agents del FBI que l'esperaven a la seva casa i va resultar ferit de mort quan l'agent Nicholas O'Hara li va disparar amb una escopeta.
El 1991, Bernie Rhodes i l'ex-agent del FBI Russell Calame van publicar el llibre D.B. Cooper: The Real McCoy, en el qual afirmaven que Cooper i McCoy eren en realitat la mateixa persona a causa de les similituds dels seus modus operandi. Així mateix, la corbata que Cooper va deixar en l'avió era similar a la qual usaven els estudiants de la Universitat Brigham Young i McCoy posseïa una agulla de corbata idèntic al que va usar Cooper. Rhodes i Calame mai van participar en la recerca del segrest de Cooper, però Calame era el cap de la divisió del FBI a Utah que va investigar i va capturar a McCoy el 1972. Els autors diuen que el sospitós «mai va admetre ni va negar que fos Cooper». Quan se li va preguntar directament si era Cooper, el segrestador va respondre: «No vull parlar sobre això». L'agent del FBI Larry Carr no creu que McCoy fos Cooper, ja que no casava amb la descripció i a més va estar present en el sopar d'Acció de Gràcies de la seva família a Utah l'endemà del segrest original.

### Duane Weber
El juliol del 2000, O.S. News & World Report va publicar un article sobre una vídua a Pace (Florida), Jo Weber, qui afirmava que el seu espòs, Duane L. Weber (nascut a Ohio el 1924), li havia dit que ell era Dan Cooper abans de la seva mort el 28 de març de 1995. Jo va començar a sospitar i va decidir investigar el passat del seu espòs que havia estat en l'Exèrcit durant la Segona Guerra Mundial i posteriorment va estar reclòs en una presó prop de l'aeroport de Portland. Weber va declarar que el seu espòs en una ocasió, mentre tenia un malson, va parlar sobre saltar d'un avió i de deixar les seves empremtes dactilars en les escales posteriors. Igualment, recordava que poc abans de la seva mort Duane li havia revelat que una vella lesió en el seu genoll havia estat causada per un salt des d'un avió.
Weber també va narrar com, durant unes vacances el 1979, tots dos van viatjar a Seattle («un viatge sentimental», d'acord amb Duane) i van visitar el riu Columbia. Va recordar que Duane va ser a caminar solament pels bancs del riu prop de l'àrea on Brian Ingram havia trobat els bitllets de Cooper uns mesos abans. Jo va obtenir un llibre sobre Cooper de la biblioteca local i va descobrir que l'escriptura del segrestador era igual a la del seu marit. Després d'això, va escriure a Ralph Himmelsbach, l'agent que va estar a càrrec del cas de Cooper, qui va acceptar que part de l'evidència circumstancial sobre Weber encaixava en el perfil del segrestador.
No obstant això, el FBI va deixar d'investigar a Weber al juliol de 1998 a causa de la falta de proves concloents. L'agència va comparar les petjades de Weber amb les quals es van trobar en l'avió segrestat, però no van concordar. A l'octubre de 2007, el FBI va declarar que una mostra parcial d'ADN presa de la corbata que Cooper va deixar en l'avió no pertanyia a Weber.

### Kenneth Christiansen
En el nombre del 29 d'octubre de 2007, la revista New York va publicar una història sobre Kenneth P. Christiansen, qui havia estat identificat per la signatura d'investigadors Sherlock Investigations com a sospitós en el cas de Cooper. Christiansen era un exparacaigudista militar, havia treballat en una aerolínia i a més havia viscut a Washington prop del lloc del segrest, per la qual cosa coneixia el terreny. També bevia bourbon whisky, fumava i els seus trets facials eren similars als del retrato robot. Un any després del segrest, Christiansen havia comprat amb efectiu una propietat. L'any 2010, Robert Blevins, un escriptor de Seattle, i Skipp Porteous, un detectiu de l'agència privada Sherlock Investigations, van publicar un llibre titulat Into The Blast - The True Story of D.B. Cooper, en el qual argumentaven que Christiansen era el veritable D. B. Cooper. No obstant això, el FBI va descartar a Christiansen com a sospitós, ja que la seva complexió, altura, pes i color d'ulls no coincidien amb les descripcions donades pels passatgers del vol 305.

### William Gossett
El 4 d'agost de 2008, The Canadian Press va reportar que un advocat de Spokane (Washington), creia que els diners del rescat estava guardat en una caixa de seguretat en un banc de Vancouver, Columbia Britànica, sota el nom de William Gossett, un professor universitari de Ogden (Utah), qui havia mort en 2003. L'advocat Galen Cook va dir que l'aparença de Gossett coincidia amb la dels retrats de Cooper. Suposadament Gossett havia presumit davant els seus fills del segrest i els va mostrar la clau d'una caixa de seguretat. Deia que Gossett va confessar el crim a dues persones (un jutge i un advocat) i que el seu fill també creia fermament que el seu pare era el segrestador.

## Repercussions

### Efecte en les aerolínies
El segrest va provocar que es donessin grans canvis en la seguretat dels vols comercials, principalment l'addició de detectors de metall en els aeroports, noves regles de seguretat de vol instaurades per la FAA i modificacions en el disseny del Boeing 727. Després de tres segrestos similars el 1972, l'Administració Federal d'Aviació va exigir que tots els Boeing 727 estiguessin equipats amb un mecanisme conegut com el «Cooper vane», un tascó aerodinàmic que impedeix que les escales posteriors d'un avió siguin obertes durant el vol.

### Nova evidència i esforços recents del FBI
L'1 de novembre de 2007, el FBI va publicar informació sobre una evidència del cas que no havia estat revelada al públic anteriorment. La institució va exhibir el tiquet aeri de Cooper, el qual havia costat $18,52. També va revelar que el segrestador havia sol·licitat dos paracaigudes d'esquena i dos paracaigudes d'emergència. No obstant això, les autoritats li havien lliurat distretament un paracaigudes fals que era usat per donar demostracions en classe. Aquest paracaigudes no es va trobar en l'avió després del segrest i alguns pensen que Cooper no es va adonar que no funcionava. L'altre paracaigudes d'emergència, que funcionava adequadament, es va trobar obert en l'avió amb la coberta tallada, per la qual cosa es creu que Cooper el va usar per assegurar la borsa dels diners.
El 31 de desembre de 2007, el FBI va publicar un comunicat de premsa en Internet que contenia fotografies inèdites i nova informació del cas, amb la intenció de trobar noves evidències sobre el segrest i la identitat de Cooper. En el comunicat de premsa, el FBI va descartar la teoria que Cooper era un paracaigudista experimentat. Encara que inicialment havien cregut que Cooper hauria d'haver tingut entrenament per aconseguir el segrest, una anàlisi detallada dels esdeveniments va fer que el FBI modifiqués la seva teoria. Els investigadors van comentar que cap paracaigudista amb experiència intentaria saltar enmig d'una tempesta i sense una font de llum. Així mateix, els investigadors creuen que, encara que Cooper tenia pressa per escapar, un paracaigudista experimentat s'hagués aturat a examinar el seu equip.
L'agent especial Larry Carr va proposar la teoria que Cooper va prendre el seu nom de Dan Cooper, un heroi de tires còmiques francocanadenques, que és membre de la Real Força Aèria Canadenca i apareix saltant d'un avió en la portada d'una revista.

## Fenomen cultural
La fuita sense precedents de Cooper va impactar considerablement la cultura popular. S'han creat cançons, obres literàries i pel·lícules basades o inspirades pel famós segrestador. Entre les novel·les basades en el segrest estan Free Fall (1990) de J.D. Reed, D.B.: a novell de Elwood Reid i Sasquatch de Roland Smith. Així mateix, s'han filmat diverses pel·lícules i programes televisius. L'any 1981, es va estrenar The Pursuit of D. B. Cooper, amb Treat Williams com a personatge principal i Robert Duvall com l'investigador d'assegurances que el persegueix. Durant la cinquena temporada de la sèrie NewsRadio va haver-hi tres episodis dedicats al misteri darrere del segrest. En la sèrie Prison Break, el personatge Charles Westmoreland (interpretat per Muse Watson), qui inicialment nega ser D. B. Cooper, admet ser el segrestador al final de la primera temporada. La pel·lícula còmica de 2004 Without a Paddle gira al voltant d'un grup d'amics que van a la recerca dels diners de Cooper. Igualment, s'han escrit nombroses cançons, incloent «D. B. Cooper» de Todd Snider, «The Ballad of D. B. Cooper» de Chuck Brodsky i «Bag Full of Money» de Roger McGuinn.